# Serie B-C Alta Italia 1945-1946
Il campionato di Serie B-Serie C Alta Italia 1945-1946 fu il primo torneo di seconda categoria disputato in Italia dopo la seconda guerra mondiale; per consuetudine, date la partecipazione al torneo delle sole squadre del Nord del paese e l'ammissione di club provenienti dalla Serie C, non è considerato statisticamente rilevante pur comparendo regolarmente negli albi d'oro.

## Stagione

### Avvenimenti
Dopo due anni di stop, con i confini orientali accorciati fino a Trieste, i collegamenti tra Nord e Sud Italia complicati da gravissime difficoltà logistiche, e tutto il Settentrione sotto occupazione militare alleata, il campionato cadetto provò a ripartire con un torneo che interessò solo le squadre di Serie B provenienti da città settentrionali, a cui si aggiunsero le migliori società di C individuate dalla Federazione, in quanto le squadre del Sud furono chiamate a partecipare al Campionato misto Bassa Italia.
Il disegno generale del torneo fu definito alla presenza del commissario Giovanni Mauro nell'assemblea federale di Novara del 31 luglio, nel corso della quale si fecero sentire i dirigenti delle poche società di C presenti le quali, essendo le più ricche e le migliori della categoria, fecero passare il proprio progetto di aggregare le proprie squadre alle formazioni cadette in un gruppo misto. Si procedette quindi nel senso di privilegiare i sodalizi classificatisi nei primi quattro posti dei gironi settentrionali della C conclusasi nel 1943: tali ospiti avrebbero mantenuto comunque la loro categoria di merito quale risultante nel 1943, a meno che non si fossero qualificati alle finali, allorché avrebbero visto il proprio titolo sportivo promosso al rango cadetto per il 1946.
Nel mese di agosto la Lega Nazionale Alta Italia presieduta dal milanista Piero Pedroni dovette poi affrontare i vari casi particolari. Il più significativo fu quello della risorgente US Milanese alla quale fu offerto il posto della defunta Fiumana, per favorire la quale i fascisti avevano decretato la soppressione dell'U.S.M. nel 1928: dopo quasi vent'anni, la scommessa dei vecchi dirigenti meneghini si rivelò però troppo azzardata, e il tentativo di resurrezione non poté che essere abortito, lasciando spazio al Trento in rappresentanza di un'altra regione sulla quale la sovranità italiana era tutt'altro che salda. In Lombardia il Varese dovette chiamarsi fuori per un altro anno avendo il proprio stadio bombardato, e fu sostituito dal prospero Seregno. Diedero forfait anche il 94º Reparto di Trieste e la Novese, al cui posto subentrarono Cesena e Piacenza. Fu infine piuttosto confuso il caso-Spezia: la società ligure, che vide respinta la richiesta di essere ammessa alla Serie A in conseguenza dei risultati ottenuti al termine dei campionati di Serie B 1942-1943 (sesto posto) e Alta Italia 1943-1944 (primo posto assoluto del G.S. 42º Corpo Vigili del Fuoco), scelse per esigenze contingenti e per protesta di prendere parte al campionato regionale lasciando il posto alla Vogherese.
Le 36 squadre furono divise in tre gironi all'italiana; le prime due classificate di ogni girone sarebbero state ammesse al torneo finale, che raggruppava sei squadre e avrebbe garantito una promozione in Serie A per la vincitrice e il diritto alla cadetteria per le altre. Solo a stagione in corso si decise infatti di largheggiare condannando solamente tre club, quelli che si sarebbero classificati ultimi nella fase preliminare, alla retrocessione. Seri grattacapi furono provocati dal campanilismo e dalla rivalità tra le tifoserie che, represse sotto il fascismo, riesplosero violentemente in molte occasioni: il 3 febbraio, ad Alessandria, dopo la sconfitta interna della squadra di casa contro il Piacenza, l'arbitro poté uscire dallo stadio solamente dentro un'autoblinda.
Nel girone A la partenza sorrise all'Alessandria, che si scrollò presto di dosso le neofite Cuneo, Ausonia e Sestrese (tutte quante relegate sul fondo, al termine), tentò la fuga e vinse assieme al Vigevano la lotta a tre con la Pro Vercelli grazie alla vittoria nello scontro diretto del 24 marzo. Nel girone B non fu mai in dubbio il passaggio della Cremonese, mentre la Pro Patria ebbe la meglio sul Lecco nel rush finale. Nel girone C la lotta fu più aspra, con il Parma rimontato e beffato a un passo dal traguardo dal Padova e dal grande ritorno della Reggiana. Il Cuneo, l’Ausonia, il Trento e il Panigale non trovarono posto nella generosa infornata di nuove squadre cadette dell’anno seguente.
Nel girone finale il predominio dell'Alessandria fu indiscusso. I grigi guadagnarono presto la vetta solitaria e, nel decisivo girone di ritorno, tarparono le ali a ogni aspirazione di promozione delle rivali, riguadagnando la massima serie dopo nove anni d'assenza.

## Girone A

### Squadre partecipanti
| Club              | Stag.    | Città                  | Stadio                    | Stagione precedente                                 |
| ----------------- | -------- | ---------------------- | ------------------------- | --------------------------------------------------- |
| Alessandria       | dettagli | Alessandria            | Stadio Moccagatta         | 12ª in Serie B                                      |
| Ausonia La Spezia | dettagli | La Spezia              | Stadio Alberto Picco      | 5ª nel girone F di Serie C come Dipend. Mun. Spezia |
| Biellese          | dettagli | Biella (NO)            | Stadio Lamarmora          | 4ª nel girone finale A di Serie C                   |
| Casale            | dettagli | Casale Monferrato (AL) | Stadio Natale Palli       | 4º nel girone E di Serie C                          |
| Cuneo             | dettagli | Cuneo                  | Stadio Fratelli Paschiero | 3º nel girone E di Serie C                          |
| Novara            | dettagli | Novara                 | Stadio di via Alcarotti   | 16º in Serie B, riammesso per cause belliche        |
| Piacenza          | dettagli | Piacenza               | Barriera Genova           | 7º nel girone G di Serie C                          |
| Pro Vercelli      | dettagli | Vercelli               | Stadio Leonida Robbiano   | 2ª nel girone E di Serie C                          |
| Savona            | dettagli | Savona                 | Campo Pol. di corso Ricci | 17º in Serie B, riammesso per cause belliche        |
| Sestrese          | dettagli | Sestri Ponente         | Campo Sportivo di Borzoli | 3ª nel girone F di Serie C                          |
| Vigevano          | dettagli | Vigevano (PV)          | Stadio Dante Merlo        | 2º nel girone D di Serie C                          |
| Vogherese         | dettagli | Voghera (PV)           | Stadio Giovanni Parisi    | 7ª nel girone D di Serie C                          |

### Allenatori
| Club              | Allenatore        |
| ----------------- | ----------------- |
| Alessandria       | Mario Sperone     |
| Ausonia La Spezia | Giuseppe Rossetti |
| Biellese          | Ivo Fiorentini    |
| Casale            | Egidio Chiecchi   |
| Cuneo             | Tony Cargnelli    |
| Novara            | Ferrero           |

| Club         | Allenatore                                  |
| ------------ | ------------------------------------------- |
| Piacenza     | Sandro Puppo (1ª-3ª) Renato Bodini (4ª-22ª) |
| Pro Vercelli | Luigi Bajardi                               |
| Savona       | Virgilio Felice Levratto                    |
| Sestrese     | Pietro Pastorino                            |
| Vigevano     | Nereo Marini                                |
| Vogherese    | ?                                           |

### Classifica finale
|  | Pos. | Squadra           | Pt | G  | V  | N | P  | GF | GS |
|  | ---- | ----------------- | -- | -- | -- | - | -- | -- | -- |
|  | 1.   | Alessandria (B)   | 30 | 22 | 13 | 4 | 5  | 42 | 19 |
|  | 2.   | Vigevano (C)      | 30 | 22 | 12 | 6 | 4  | 26 | 13 |
|  | 3.   | Pro Vercelli      | 27 | 22 | 11 | 5 | 6  | 32 | 23 |
|  | 4.   | Piacenza          | 26 | 22 | 12 | 2 | 8  | 44 | 36 |
|  | 5.   | Novara            | 24 | 22 | 9  | 6 | 7  | 23 | 15 |
|  | 5.   | Casale            | 24 | 22 | 10 | 4 | 8  | 35 | 27 |
|  | 7.   | Biellese          | 21 | 22 | 8  | 5 | 9  | 31 | 28 |
|  | 7.   | Vogherese         | 21 | 22 | 7  | 7 | 8  | 31 | 33 |
|  | 9.   | Sestrese          | 20 | 22 | 8  | 4 | 10 | 30 | 40 |
|  | 10.  | Savona            | 17 | 22 | 6  | 5 | 11 | 28 | 39 |
|  | 11.  | Ausonia La Spezia | 12 | 22 | 3  | 6 | 13 | 14 | 38 |
|  | 12.  | Cuneo             | 12 | 22 | 4  | 4 | 14 | 18 | 43 |

Legenda:
      Qualificato al girone finale per la promozione in Serie A 1946-1947.
Vigevano promosso di diritto in Serie B 1946-1947 in quanto squadra di C finalista.
      Affiliato a fine stagione alla nascente Lega Interregionale Nord.
 Iscritto alla Serie C 1946-1947.
Regolamento:
Due punti a vittoria, uno a pareggio, zero a sconfitta.
Era in vigore il pari merito.

### Calendario
| andata (1ª) | andata (1ª) | Prima giornata        | ritorno (12ª) | ritorno (12ª) |
|             |             |                       |               |               |
| 14 ott.     | 0-0         | Ausonia-Cuneo         | 2-3           | 20 gen.       |
| 14 ott.     | 2-1         | Casale-Biellese       | 1-1           | 20 gen.       |
| 14 ott.     | 0-0         | Novara-Alessandria    | 0-2           | 20 gen.       |
| 14 ott.     | 7-2         | Piacenza-Vogherese    | 0-3           | 20 gen.       |
| 14 ott.     | 0-3         | Savona-Sestrese       | 2-1           | 20 gen.       |
| 14 ott.     | 1-1         | Vigevano-Pro Vercelli | 1-2           | 20 gen.       |

| andata (2ª) | andata (2ª) | Seconda giornata    | ritorno (13ª) | ritorno (13ª) |
|             |             |                     |               |               |
| 21 ott.     | 1-0         | Alessandria-Savona  | 0-2           | 27 gen.       |
| 21 ott.     | 1-2         | Biellese-Ausonia    | 1-0           | 27 gen.       |
| 21 ott.     | 4-0         | Cuneo-Piacenza      | 0-7           | 27 gen.       |
| 21 ott.     | 2-0         | Pro Vercelli-Novara | 0-1           | 27 gen.       |
| 21 ott.     | 2-2         | Sestrese-Casale     | 1-8           | 27 gen.       |
| 21 ott.     | 0-0         | Vogherese-Vigevano  | 0-1           | 27 gen.       |

| andata (1ª) | andata (1ª) | Prima giornata        | ritorno (12ª) | ritorno (12ª) |
|             |             |                       |               |               |
| 14 ott.     | 0-0         | Ausonia-Cuneo         | 2-3           | 20 gen.       |
| 14 ott.     | 2-1         | Casale-Biellese       | 1-1           | 20 gen.       |
| 14 ott.     | 0-0         | Novara-Alessandria    | 0-2           | 20 gen.       |
| 14 ott.     | 7-2         | Piacenza-Vogherese    | 0-3           | 20 gen.       |
| 14 ott.     | 0-3         | Savona-Sestrese       | 2-1           | 20 gen.       |
| 14 ott.     | 1-1         | Vigevano-Pro Vercelli | 1-2           | 20 gen.       |

| andata (2ª) | andata (2ª) | Seconda giornata    | ritorno (13ª) | ritorno (13ª) |
|             |             |                     |               |               |
| 21 ott.     | 1-0         | Alessandria-Savona  | 0-2           | 27 gen.       |
| 21 ott.     | 1-2         | Biellese-Ausonia    | 1-0           | 27 gen.       |
| 21 ott.     | 4-0         | Cuneo-Piacenza      | 0-7           | 27 gen.       |
| 21 ott.     | 2-0         | Pro Vercelli-Novara | 0-1           | 27 gen.       |
| 21 ott.     | 2-2         | Sestrese-Casale     | 1-8           | 27 gen.       |
| 21 ott.     | 0-0         | Vogherese-Vigevano  | 0-1           | 27 gen.       |

| andata (3ª) | andata (3ª) | Terza giornata       | ritorno (14ª) | ritorno (14ª) |
|             |             |                      |               |               |
| 28 ott.     | 1-0         | Ausonia-Pro Vercelli | 0-1           | 3 feb.        |
| 28 ott.     | 3-0         | Casale-Cuneo         | 0-2           | 3 feb.        |
| 28 ott.     | 3-0         | Novara-Savona        | 1-1           | 3 feb.        |
| 28 ott.     | 2-5         | Piacenza-Alessandria | 3-2           | 3 feb.        |
| 28 ott.     | 3-1         | Vigevano-Biellese    | 0-0           | 3 feb.        |
| 28 ott.     | 2-2         | Vogherese-Sestrese   | 0-4           | 3 feb.        |

| andata (4ª) | andata (4ª) | Quarta giornata        | ritorno (15ª) | ritorno (15ª) |
|             |             |                        |               |               |
| 4 nov.      | 8-0         | Alessandria-Ausonia    | 0-0           | 10 feb.       |
| 4 nov.      | 4-0         | Biellese-Piacenza      | 2-1           | 10 feb.       |
| 4 nov.      | 1-1         | Cuneo-Novara           | 0-0           | 10 feb.       |
| 4 nov.      | 1-1         | Pro Vercelli-Vogherese | 1-1           | 10 feb.       |
| 4 nov.      | 3-0         | Savona-Casale          | 1-4           | 10 feb.       |
| 4 nov.      | 1-0         | Sestrese-Vigevano      | 0-2           | 10 feb.       |

| andata (3ª) | andata (3ª) | Terza giornata       | ritorno (14ª) | ritorno (14ª) |
|             |             |                      |               |               |
| 28 ott.     | 1-0         | Ausonia-Pro Vercelli | 0-1           | 3 feb.        |
| 28 ott.     | 3-0         | Casale-Cuneo         | 0-2           | 3 feb.        |
| 28 ott.     | 3-0         | Novara-Savona        | 1-1           | 3 feb.        |
| 28 ott.     | 2-5         | Piacenza-Alessandria | 3-2           | 3 feb.        |
| 28 ott.     | 3-1         | Vigevano-Biellese    | 0-0           | 3 feb.        |
| 28 ott.     | 2-2         | Vogherese-Sestrese   | 0-4           | 3 feb.        |

| andata (4ª) | andata (4ª) | Quarta giornata        | ritorno (15ª) | ritorno (15ª) |
|             |             |                        |               |               |
| 4 nov.      | 8-0         | Alessandria-Ausonia    | 0-0           | 10 feb.       |
| 4 nov.      | 4-0         | Biellese-Piacenza      | 2-1           | 10 feb.       |
| 4 nov.      | 1-1         | Cuneo-Novara           | 0-0           | 10 feb.       |
| 4 nov.      | 1-1         | Pro Vercelli-Vogherese | 1-1           | 10 feb.       |
| 4 nov.      | 3-0         | Savona-Casale          | 1-4           | 10 feb.       |
| 4 nov.      | 1-0         | Sestrese-Vigevano      | 0-2           | 10 feb.       |

| andata (5ª) | andata (5ª) | Quinta giornata      | ritorno (16ª) | ritorno (16ª) |
|             |             |                      |               |               |
| 18 nov.     | 1-0         | Ausonia-Sestrese     | 1-2           | 17 feb.       |
| 18 nov.     | 1-1         | Casale-Pro Vercelli  | 1-1           | 17 feb.       |
| 18 nov.     | 1-0         | Novara-Biellese      | 0-1           | 17 feb.       |
| 18 nov.     | 1-0         | Piacenza-Savona      | 2-1           | 17 feb.       |
| 18 nov.     | 2-2         | Vigevano-Alessandria | 0-1           | 17 feb.       |
| 18 nov.     | 4-0         | Vogherese-Cuneo      | 2-1           | 17 feb.       |

| andata (6ª) | andata (6ª) | Sesta giornata        | ritorno (17ª) | ritorno (17ª) |
|             |             |                       |               |               |
| 25 nov.     | 1-2         | Alessandria-Casale    | 1-2           | 24 feb.       |
| 25 nov.     | 3-0         | Biellese-Vogherese    | 0-4           | 24 feb.       |
| 25 nov.     | 0-1         | Cuneo-Vigevano        | 0-3           | 24 feb.       |
| 25 nov.     | 2-1         | Pro Vercelli-Piacenza | 0-1           | 24 feb.       |
| 25 nov.     | 2-2         | Savona-Ausonia        | 0-0           | 24 feb.       |
| 25 nov.     | 1-0         | Sestrese-Novara       | 1-4           | 24 feb.       |

| andata (5ª) | andata (5ª) | Quinta giornata      | ritorno (16ª) | ritorno (16ª) |
|             |             |                      |               |               |
| 18 nov.     | 1-0         | Ausonia-Sestrese     | 1-2           | 17 feb.       |
| 18 nov.     | 1-1         | Casale-Pro Vercelli  | 1-1           | 17 feb.       |
| 18 nov.     | 1-0         | Novara-Biellese      | 0-1           | 17 feb.       |
| 18 nov.     | 1-0         | Piacenza-Savona      | 2-1           | 17 feb.       |
| 18 nov.     | 2-2         | Vigevano-Alessandria | 0-1           | 17 feb.       |
| 18 nov.     | 4-0         | Vogherese-Cuneo      | 2-1           | 17 feb.       |

| andata (6ª) | andata (6ª) | Sesta giornata        | ritorno (17ª) | ritorno (17ª) |
|             |             |                       |               |               |
| 25 nov.     | 1-2         | Alessandria-Casale    | 1-2           | 24 feb.       |
| 25 nov.     | 3-0         | Biellese-Vogherese    | 0-4           | 24 feb.       |
| 25 nov.     | 0-1         | Cuneo-Vigevano        | 0-3           | 24 feb.       |
| 25 nov.     | 2-1         | Pro Vercelli-Piacenza | 0-1           | 24 feb.       |
| 25 nov.     | 2-2         | Savona-Ausonia        | 0-0           | 24 feb.       |
| 25 nov.     | 1-0         | Sestrese-Novara       | 1-4           | 24 feb.       |

| andata (7ª) | andata (7ª) | Settima giornata     | ritorno (18ª) | ritorno (18ª) |
|             |             |                      |               |               |
| 2 dic.      | 2-1         | Alessandria-Biellese | 0-0           | 3 mar.        |
| 2 dic.      | 0-1         | Ausonia-Novara       | 0-4           | 3 mar.        |
| 2 dic.      | 0-1         | Casale-Vigevano      | 0-1           | 3 mar.        |
| 2 dic.      | 6-1         | Piacenza-Sestrese    | 1-1           | 3 mar.        |
| 2 dic.      | 4-1         | Pro Vercelli-Cuneo   | 2-0           | 3 mar.        |
| 2 dic.      | 2-0         | Vogherese-Savona     | 1-1           | 3 mar.        |

| andata (8ª) | andata (8ª) | Ottava giornata       | ritorno (19ª) | ritorno (19ª) |
|             |             |                       |               |               |
| 9 dic.      | 1-1         | Ausonia-Vogherese     | 0-4           | 10 mar.       |
| 9 dic.      | 0-4         | Biellese-Pro Vercelli | 0-1           | 10 mar.       |
| 9 dic.      | 3-4         | Cuneo-Savona          | 0-1           | 10 mar.       |
| 9 dic.      | 2-1         | Novara-Casale         | 0-1           | 10 mar.       |
| 9 dic.      | 1-0         | Sestrese-Alessandria  | 1-2           | 10 mar.       |
| 9 dic.      | 1-0         | Vigevano-Piacenza     | 0-1           | 10 mar.       |

| andata (7ª) | andata (7ª) | Settima giornata     | ritorno (18ª) | ritorno (18ª) |
|             |             |                      |               |               |
| 2 dic.      | 2-1         | Alessandria-Biellese | 0-0           | 3 mar.        |
| 2 dic.      | 0-1         | Ausonia-Novara       | 0-4           | 3 mar.        |
| 2 dic.      | 0-1         | Casale-Vigevano      | 0-1           | 3 mar.        |
| 2 dic.      | 6-1         | Piacenza-Sestrese    | 1-1           | 3 mar.        |
| 2 dic.      | 4-1         | Pro Vercelli-Cuneo   | 2-0           | 3 mar.        |
| 2 dic.      | 2-0         | Vogherese-Savona     | 1-1           | 3 mar.        |

| andata (8ª) | andata (8ª) | Ottava giornata       | ritorno (19ª) | ritorno (19ª) |
|             |             |                       |               |               |
| 9 dic.      | 1-1         | Ausonia-Vogherese     | 0-4           | 10 mar.       |
| 9 dic.      | 0-4         | Biellese-Pro Vercelli | 0-1           | 10 mar.       |
| 9 dic.      | 3-4         | Cuneo-Savona          | 0-1           | 10 mar.       |
| 9 dic.      | 2-1         | Novara-Casale         | 0-1           | 10 mar.       |
| 9 dic.      | 1-0         | Sestrese-Alessandria  | 1-2           | 10 mar.       |
| 9 dic.      | 1-0         | Vigevano-Piacenza     | 0-1           | 10 mar.       |

| andata (9ª) | andata (9ª) | Nona giornata         | ritorno (20ª) | ritorno (20ª) |
|             |             |                       |               |               |
| 16 dic.     | 5-0         | Alessandria-Vogherese | 2-1           | 17 mar.       |
| 16 dic.     | 1-0         | Casale-Ausonia        | 1-0           | 17 mar.       |
| 16 dic.     | 0-0         | Cuneo-Biellese        | 0-4           | 17 mar.       |
| 16 dic.     | 2-1         | Piacenza-Novara       | 1-3           | 17 mar.       |
| 16 dic.     | 3-2         | Pro Vercelli-Sestrese | 1-0           | 17 mar.       |
| 16 dic.     | 1-1         | Savona-Vigevano       | 1-2           | 17 mar.       |

| andata (10ª) | andata (10ª) | Decima giornata          | ritorno (21ª) | ritorno (21ª) |
|              |              |                          |               |               |
| 23 dic.      | 4-1          | Alessandria-Pro Vercelli | 1-0           | 24 mar.       |
| 23 dic.      | 2-2          | Ausonia-Piacenza         | 0-1           | 24 mar.       |
| 23 dic.      | 0-0          | Novara-Vigevano          | 0-1           | 24 mar.       |
| 23 dic.      | 1-4          | Savona-Biellese          | 2-4           | 24 mar.       |
| 23 dic.      | 2-1          | Sestrese-Cuneo           | 0-1           | 24 mar.       |
| 23 dic.      | 2-1          | Vogherese-Casale         | 1-2           | 24 mar.       |

| andata (9ª) | andata (9ª) | Nona giornata         | ritorno (20ª) | ritorno (20ª) |
|             |             |                       |               |               |
| 16 dic.     | 5-0         | Alessandria-Vogherese | 2-1           | 17 mar.       |
| 16 dic.     | 1-0         | Casale-Ausonia        | 1-0           | 17 mar.       |
| 16 dic.     | 0-0         | Cuneo-Biellese        | 0-4           | 17 mar.       |
| 16 dic.     | 2-1         | Piacenza-Novara       | 1-3           | 17 mar.       |
| 16 dic.     | 3-2         | Pro Vercelli-Sestrese | 1-0           | 17 mar.       |
| 16 dic.     | 1-1         | Savona-Vigevano       | 1-2           | 17 mar.       |

| andata (10ª) | andata (10ª) | Decima giornata          | ritorno (21ª) | ritorno (21ª) |
|              |              |                          |               |               |
| 23 dic.      | 4-1          | Alessandria-Pro Vercelli | 1-0           | 24 mar.       |
| 23 dic.      | 2-2          | Ausonia-Piacenza         | 0-1           | 24 mar.       |
| 23 dic.      | 0-0          | Novara-Vigevano          | 0-1           | 24 mar.       |
| 23 dic.      | 1-4          | Savona-Biellese          | 2-4           | 24 mar.       |
| 23 dic.      | 2-1          | Sestrese-Cuneo           | 0-1           | 24 mar.       |
| 23 dic.      | 2-1          | Vogherese-Casale         | 1-2           | 24 mar.       |

| \| andata (11ª) \| andata (11ª) \| Undicesima giornata \| ritorno (22ª) \| ritorno (22ª) \| \| \| \| \| \| \| \| 30 dic. \| 1-1 \| Biellese-Sestrese \| 2-3 \| 31 mar. \| \| 30 dic. \| 0-1 \| Cuneo-Alessandria \| 1-2 \| 31 mar. \| \| 30 dic. \| 4-2 \| Piacenza-Casale \| 1-0 \| 31 mar. \| \| 30 dic. \| 4-1 \| Pro Vercelli-Savona \| 0-4 \| 31 mar. \| \| 30 dic. \| 2-1 \| Vigevano-Ausonia \| 3-1 \| 31 mar. \| \| 30 dic. \| 0-1 \| Vogherese-Novara \| 0-0 \| 31 mar. \| |              |                     |               |               |
| andata (11ª) | andata (11ª) | Undicesima giornata | ritorno (22ª) | ritorno (22ª) |
| |              |                     |               |               |
| 30 dic. | 1-1          | Biellese-Sestrese   | 2-3           | 31 mar.       |
| 30 dic. | 0-1          | Cuneo-Alessandria   | 1-2           | 31 mar.       |
| 30 dic. | 4-2          | Piacenza-Casale     | 1-0           | 31 mar.       |
| 30 dic. | 4-1          | Pro Vercelli-Savona | 0-4           | 31 mar.       |
| 30 dic. | 2-1          | Vigevano-Ausonia    | 3-1           | 31 mar.       |
| 30 dic. | 0-1          | Vogherese-Novara    | 0-0           | 31 mar.       |

| andata (11ª) | andata (11ª) | Undicesima giornata | ritorno (22ª) | ritorno (22ª) |
|              |              |                     |               |               |
| 30 dic.      | 1-1          | Biellese-Sestrese   | 2-3           | 31 mar.       |
| 30 dic.      | 0-1          | Cuneo-Alessandria   | 1-2           | 31 mar.       |
| 30 dic.      | 4-2          | Piacenza-Casale     | 1-0           | 31 mar.       |
| 30 dic.      | 4-1          | Pro Vercelli-Savona | 0-4           | 31 mar.       |
| 30 dic.      | 2-1          | Vigevano-Ausonia    | 3-1           | 31 mar.       |
| 30 dic.      | 0-1          | Vogherese-Novara    | 0-0           | 31 mar.       |

## Girone B

### Squadre partecipanti
| Club        | Stag.    | Città                   | Stadio                      | Stagione precedente                        |
| ----------- | -------- | ----------------------- | --------------------------- | ------------------------------------------ |
| Como        | dettagli | Como                    | Stadio Giuseppe Sinigaglia  | 2º nel girone C di Serie C                 |
| Crema       | dettagli | Crema (CR)              | Stadio Giuseppe Voltini     | 3º nel girone C di Serie C                 |
| Cremonese   | dettagli | Cremona                 | Stadio Giovanni Zini        | 7ª in Serie B                              |
| Fanfulla    | dettagli | Lodi (MI)               | Stadio Dossenina            | 8º in Serie B                              |
| Gallaratese | dettagli | Gallarate (VA)          | Stadio Alessandro Maino     | 4ª nel girone D di Serie C                 |
| Lecco       | dettagli | Lecco (CO)              | Stadio di via Cantarelli    | 4º nel girone finale B di Serie C          |
| Legnano     | dettagli | Legnano (MI)            | Stadio di via Pisacane      | 3º nel girone D di Serie C                 |
| Mantova     | dettagli | Mantova                 | Stadio J.R. Nation          | 3º nel girone B di Serie C                 |
| Pro Patria  | dettagli | Busto Arsizio (VA)      | Stadio Comunale             | 4ª in Serie B                              |
| Pro Sesto   | dettagli | Sesto San Giovanni (MI) | Stadio Breda                | 5º nel girone C di Serie C come ENAL Breda |
| Seregno     | dettagli | Seregno (MI)            | Stadio Ferruccio Trabattoni | 6º nel girone C di Serie C                 |
| Trento      | dettagli | Trento                  | Stadio Briamasco            | 5º nel girone B di Serie C                 |

### Allenatori
| Club        | Allenatore                |
| ----------- | ------------------------- |
| Como        | Giovanni Battista Rebuffo |
| Crema       | Guido Dossena             |
| Cremonese   | József Bánás              |
| Fanfulla    | Federico Munerati         |
| Gallaratese | ?                         |
| Lecco       | Oreste Barale             |

| Club       | Allenatore                                 |
| ---------- | ------------------------------------------ |
| Legnano    | Attilio Demaria                            |
| Mantova    | Guido Bosio (1ª-?ª) Eligio Vecchi (?ª-22ª) |
| Pro Patria | Carlo Rigotti                              |
| Pro Sesto  | Remo Cossio                                |
| Seregno    | ?                                          |
| Trento     | ?                                          |

### Classifica finale
|  | Pos. | Squadra        | Pt | G  | V  | N | P  | GF | GS |
|  | ---- | -------------- | -- | -- | -- | - | -- | -- | -- |
|  | 1.   | Cremonese (B)  | 33 | 22 | 12 | 9 | 1  | 39 | 11 |
|  | 2.   | Pro Patria (B) | 28 | 22 | 10 | 8 | 4  | 34 | 21 |
|  | 3.   | Lecco          | 27 | 22 | 9  | 9 | 4  | 28 | 18 |
|  | 4.   | Legnano        | 26 | 22 | 9  | 8 | 5  | 36 | 28 |
|  | 5.   | Como           | 24 | 22 | 9  | 6 | 7  | 31 | 22 |
|  | 6.   | Crema          | 23 | 22 | 8  | 7 | 7  | 32 | 25 |
|  | 7.   | Fanfulla       | 21 | 22 | 8  | 5 | 9  | 28 | 37 |
|  | 8.   | Pro Sesto      | 19 | 22 | 6  | 7 | 9  | 20 | 21 |
|  | 9.   | Seregno        | 18 | 22 | 8  | 2 | 12 | 23 | 33 |
|  | 10.  | Gallaratese    | 16 | 22 | 4  | 8 | 10 | 18 | 29 |
|  | 10.  | Mantova        | 16 | 22 | 6  | 4 | 12 | 22 | 42 |
|  | 12.  | Trento         | 13 | 22 | 4  | 5 | 13 | 17 | 41 |

Legenda:
      Qualificato al girone finale per la promozione in Serie A 1946-1947.
      Affiliato a fine stagione alla nascente Lega Interregionale Nord.
 Iscritto alla Serie C 1946-1947.
Regolamento:
Due punti a vittoria, uno a pareggio, zero a sconfitta.
Era in vigore il pari merito

### Calendario
| andata (1ª) | andata (1ª) | Prima giornata         | ritorno (12ª) | ritorno (12ª) |
|             |             |                        |               |               |
| 14 ott.     | 0-1         | Como-Crema             | 2-0           | 20 gen.       |
| 14 ott.     | 1-1         | Cremonese-Lecco        | 0-1           | 20 gen.       |
| 14 ott.     | 0-0         | Gallaratese-Pro Patria | 2-3           | 20 gen.       |
| 14 ott.     | 0-0         | Legnano-Pro Sesto      | 1-1           | 20 gen.       |
| 14 ott.     | 2-1         | Seregno-Fanfulla       | 0-2           | 20 gen.       |
| 14 ott.     | 0-1         | Trento-Mantova         | 2-2           | 20 gen.       |

| andata (2ª) | andata (2ª) | Seconda giornata     | ritorno (13ª) | ritorno (13ª) |
|             |             |                      |               |               |
| 21 ott.     | 2-3         | Crema-Seregno        | 4-1           | 27 gen.       |
| 21 ott.     | 3-1         | Fanfulla-Gallaratese | 1-2           | 27 gen.       |
| 21 ott.     | 3-1         | Lecco-Como           | 1-1           | 27 gen.       |
| 21 ott.     | 1-2         | Mantova-Cremonese    | 0-5           | 27 gen.       |
| 21 ott.     | 3-0         | Pro Patria-Legnano   | 1-3           | 27 gen.       |
| 21 ott.     | 1-1         | Pro Sesto-Trento     | 0-1           | 27 gen.       |

| andata (1ª) | andata (1ª) | Prima giornata         | ritorno (12ª) | ritorno (12ª) |
|             |             |                        |               |               |
| 14 ott.     | 0-1         | Como-Crema             | 2-0           | 20 gen.       |
| 14 ott.     | 1-1         | Cremonese-Lecco        | 0-1           | 20 gen.       |
| 14 ott.     | 0-0         | Gallaratese-Pro Patria | 2-3           | 20 gen.       |
| 14 ott.     | 0-0         | Legnano-Pro Sesto      | 1-1           | 20 gen.       |
| 14 ott.     | 2-1         | Seregno-Fanfulla       | 0-2           | 20 gen.       |
| 14 ott.     | 0-1         | Trento-Mantova         | 2-2           | 20 gen.       |

| andata (2ª) | andata (2ª) | Seconda giornata     | ritorno (13ª) | ritorno (13ª) |
|             |             |                      |               |               |
| 21 ott.     | 2-3         | Crema-Seregno        | 4-1           | 27 gen.       |
| 21 ott.     | 3-1         | Fanfulla-Gallaratese | 1-2           | 27 gen.       |
| 21 ott.     | 3-1         | Lecco-Como           | 1-1           | 27 gen.       |
| 21 ott.     | 1-2         | Mantova-Cremonese    | 0-5           | 27 gen.       |
| 21 ott.     | 3-0         | Pro Patria-Legnano   | 1-3           | 27 gen.       |
| 21 ott.     | 1-1         | Pro Sesto-Trento     | 0-1           | 27 gen.       |

| andata (3ª) | andata (3ª) | Terza giornata    | ritorno (14ª) | ritorno (14ª) |
|             |             |                   |               |               |
| 28 ott.     | 2-1         | Como-Pro Patria   | 1-1           | 3 feb.        |
| 28 ott.     | 1-0         | Cremonese-Crema   | 3-1           | 3 feb.        |
| 28 ott.     | 2-2         | Fanfulla-Mantova  | 2-0           | 3 feb.        |
| 28 ott.     | 1-1         | Gallaratese-Lecco | 0-1           | 3 feb.        |
| 28 ott.     | 2-0         | Legnano-Trento    | 1-1           | 3 feb.        |
| 28 ott.     | 1-2         | Seregno-Pro Sesto | 0-3           | 3 feb.        |

| andata (4ª) | andata (4ª) | Quarta giornata     | ritorno (15ª) | ritorno (15ª) |
|             |             |                     |               |               |
| 4 nov.      | 7-1         | Crema-Legnano       | 0-2           | 10 feb.       |
| 4 nov.      | 1-2         | Lecco-Seregno       | 0-0           | 10 feb.       |
| 4 nov.      | 1-1         | Mantova-Gallaratese | 0-1           | 10 feb.       |
| 4 nov.      | 3-0         | Pro Patria-Fanfulla | 2-0           | 10 feb.       |
| 4 nov.      | 1-0         | Pro Sesto-Como      | 0-2           | 10 feb.       |
| 4 nov.      | 0-0         | Trento-Cremonese    | 0-5           | 10 feb.       |

| andata (3ª) | andata (3ª) | Terza giornata    | ritorno (14ª) | ritorno (14ª) |
|             |             |                   |               |               |
| 28 ott.     | 2-1         | Como-Pro Patria   | 1-1           | 3 feb.        |
| 28 ott.     | 1-0         | Cremonese-Crema   | 3-1           | 3 feb.        |
| 28 ott.     | 2-2         | Fanfulla-Mantova  | 2-0           | 3 feb.        |
| 28 ott.     | 1-1         | Gallaratese-Lecco | 0-1           | 3 feb.        |
| 28 ott.     | 2-0         | Legnano-Trento    | 1-1           | 3 feb.        |
| 28 ott.     | 1-2         | Seregno-Pro Sesto | 0-3           | 3 feb.        |

| andata (4ª) | andata (4ª) | Quarta giornata     | ritorno (15ª) | ritorno (15ª) |
|             |             |                     |               |               |
| 4 nov.      | 7-1         | Crema-Legnano       | 0-2           | 10 feb.       |
| 4 nov.      | 1-2         | Lecco-Seregno       | 0-0           | 10 feb.       |
| 4 nov.      | 1-1         | Mantova-Gallaratese | 0-1           | 10 feb.       |
| 4 nov.      | 3-0         | Pro Patria-Fanfulla | 2-0           | 10 feb.       |
| 4 nov.      | 1-0         | Pro Sesto-Como      | 0-2           | 10 feb.       |
| 4 nov.      | 0-0         | Trento-Cremonese    | 0-5           | 10 feb.       |

| andata (5ª) | andata (5ª) | Quinta giornata       | ritorno (16ª) | ritorno (16ª) |
|             |             |                       |               |               |
| 18 nov.     | 5-2         | Como-Mantova          | 0-1           | 17 feb.       |
| 18 nov.     | 2-0         | Cremonese-Pro Patria  | 1-1           | 17 feb.       |
| 18 nov.     | 1-1         | Fanfulla-Crema        | 1-1           | 17 feb.       |
| 18 nov.     | 0-0         | Gallaratese-Pro Sesto | 0-0           | 17 feb.       |
| 18 nov.     | 2-0         | Legnano-Lecco         | 2-2           | 17 feb.       |
| 18 nov.     | 3-2         | Seregno-Trento        | 0-1           | 17 feb.       |

| andata (6ª) | andata (6ª) | Sesta giornata      | ritorno (17ª) | ritorno (17ª) |
|             |             |                     |               |               |
| 25 nov.     | 1-0         | Crema-Gallaratese   | 1-1           | 24 feb.       |
| 25 nov.     | 3-0         | Lecco-Fanfulla      | 1-2           | 24 feb.       |
| 25 nov.     | 3-0         | Mantova-Legnano     | 0-5           | 24 feb.       |
| 25 nov.     | 1-0         | Pro Patria-Seregno  | 3-1           | 24 feb.       |
| 25 nov.     | 0-3         | Pro Sesto-Cremonese | 1-1           | 24 feb.       |
| 25 nov.     | 1-2         | Trento-Como         | 0-4           | 24 feb.       |

| andata (5ª) | andata (5ª) | Quinta giornata       | ritorno (16ª) | ritorno (16ª) |
|             |             |                       |               |               |
| 18 nov.     | 5-2         | Como-Mantova          | 0-1           | 17 feb.       |
| 18 nov.     | 2-0         | Cremonese-Pro Patria  | 1-1           | 17 feb.       |
| 18 nov.     | 1-1         | Fanfulla-Crema        | 1-1           | 17 feb.       |
| 18 nov.     | 0-0         | Gallaratese-Pro Sesto | 0-0           | 17 feb.       |
| 18 nov.     | 2-0         | Legnano-Lecco         | 2-2           | 17 feb.       |
| 18 nov.     | 3-2         | Seregno-Trento        | 0-1           | 17 feb.       |

| andata (6ª) | andata (6ª) | Sesta giornata      | ritorno (17ª) | ritorno (17ª) |
|             |             |                     |               |               |
| 25 nov.     | 1-0         | Crema-Gallaratese   | 1-1           | 24 feb.       |
| 25 nov.     | 3-0         | Lecco-Fanfulla      | 1-2           | 24 feb.       |
| 25 nov.     | 3-0         | Mantova-Legnano     | 0-5           | 24 feb.       |
| 25 nov.     | 1-0         | Pro Patria-Seregno  | 3-1           | 24 feb.       |
| 25 nov.     | 0-3         | Pro Sesto-Cremonese | 1-1           | 24 feb.       |
| 25 nov.     | 1-2         | Trento-Como         | 0-4           | 24 feb.       |

| andata (7ª) | andata (7ª) | Settima giornata      | ritorno (18ª) | ritorno (18ª) |
|             |             |                       |               |               |
| 2 dic.      | 2-2         | Como-Legnano          | 1-2           | 3 mar.        |
| 2 dic.      | 4-0         | Cremonese-Gallaratese | 1-1           | 3 mar.        |
| 2 dic.      | 1-0         | Fanfulla-Trento       | 3-1           | 3 mar.        |
| 2 dic.      | 1-1         | Pro Patria-Crema      | 2-2           | 3 mar.        |
| 2 dic.      | 2-0         | Pro Sesto-Lecco       | 0-1           | 3 mar.        |
| 2 dic.      | 3-2         | Seregno-Mantova       | 0-1           | 3 mar.        |

| andata (8ª) | andata (8ª) | Ottava giornata     | ritorno (19ª) | ritorno (19ª) |
|             |             |                     |               |               |
| 9 dic.      | 3-1         | Como-Fanfulla       | 0-0           | 10 mar.       |
| 9 dic.      | 2-1         | Crema-Trento        | 0-1           | 10 mar.       |
| 9 dic.      | 1-2         | Gallaratese-Seregno | 1-2           | 10 mar.       |
| 9 dic.      | 3-1         | Lecco-Pro Patria    | 0-0           | 10 mar.       |
| 9 dic.      | 0-0         | Legnano-Cremonese   | 1-1           | 10 mar.       |
| 9 dic.      | 1-0         | Mantova-Pro Sesto   | 1-3           | 10 mar.       |

| andata (7ª) | andata (7ª) | Settima giornata      | ritorno (18ª) | ritorno (18ª) |
|             |             |                       |               |               |
| 2 dic.      | 2-2         | Como-Legnano          | 1-2           | 3 mar.        |
| 2 dic.      | 4-0         | Cremonese-Gallaratese | 1-1           | 3 mar.        |
| 2 dic.      | 1-0         | Fanfulla-Trento       | 3-1           | 3 mar.        |
| 2 dic.      | 1-1         | Pro Patria-Crema      | 2-2           | 3 mar.        |
| 2 dic.      | 2-0         | Pro Sesto-Lecco       | 0-1           | 3 mar.        |
| 2 dic.      | 3-2         | Seregno-Mantova       | 0-1           | 3 mar.        |

| andata (8ª) | andata (8ª) | Ottava giornata     | ritorno (19ª) | ritorno (19ª) |
|             |             |                     |               |               |
| 9 dic.      | 3-1         | Como-Fanfulla       | 0-0           | 10 mar.       |
| 9 dic.      | 2-1         | Crema-Trento        | 0-1           | 10 mar.       |
| 9 dic.      | 1-2         | Gallaratese-Seregno | 1-2           | 10 mar.       |
| 9 dic.      | 3-1         | Lecco-Pro Patria    | 0-0           | 10 mar.       |
| 9 dic.      | 0-0         | Legnano-Cremonese   | 1-1           | 10 mar.       |
| 9 dic.      | 1-0         | Mantova-Pro Sesto   | 1-3           | 10 mar.       |

| andata (9ª) | andata (9ª) | Nona giornata      | ritorno (20ª) | ritorno (20ª) |
|             |             |                    |               |               |
| 16 dic.     | 1-1         | Crema-Lecco        | 0-0           | 17 mar.       |
| 16 dic.     | 2-0         | Cremonese-Como     | 1-1           | 17 mar.       |
| 16 dic.     | 1-0         | Pro Patria-Mantova | 1-1           | 17 mar.       |
| 16 dic.     | 5-2         | Pro Sesto-Fanfulla | 0-1           | 17 mar.       |
| 16 dic.     | 0-1         | Seregno-Legnano    | 1-1           | 17 mar.       |
| 16 dic.     | 2-1         | Trento-Gallaratese | 0-3           | 17 mar.       |

| andata (10ª) | andata (10ª) | Decima giornata      | ritorno (21ª) | ritorno (21ª) |
|              |              |                      |               |               |
| 23 dic.      | 0-1          | Como-Seregno         | 1-0           | 24 mar.       |
| 23 dic.      | 0-2          | Fanfulla-Cremonese   | 1-1           | 24 mar.       |
| 23 dic.      | 3-0          | Legnano-Gallaratese  | 0-1           | 24 mar.       |
| 23 dic.      | 1-0          | Mantova-Crema        | 1-4           | 24 mar.       |
| 23 dic.      | 0-0          | Pro Sesto-Pro Patria | 0-2           | 24 mar.       |
| 23 dic.      | 1-3          | Trento-Lecco         | 0-0           | 24 mar.       |

| andata (9ª) | andata (9ª) | Nona giornata      | ritorno (20ª) | ritorno (20ª) |
|             |             |                    |               |               |
| 16 dic.     | 1-1         | Crema-Lecco        | 0-0           | 17 mar.       |
| 16 dic.     | 2-0         | Cremonese-Como     | 1-1           | 17 mar.       |
| 16 dic.     | 1-0         | Pro Patria-Mantova | 1-1           | 17 mar.       |
| 16 dic.     | 5-2         | Pro Sesto-Fanfulla | 0-1           | 17 mar.       |
| 16 dic.     | 0-1         | Seregno-Legnano    | 1-1           | 17 mar.       |
| 16 dic.     | 2-1         | Trento-Gallaratese | 0-3           | 17 mar.       |

| andata (10ª) | andata (10ª) | Decima giornata      | ritorno (21ª) | ritorno (21ª) |
|              |              |                      |               |               |
| 23 dic.      | 0-1          | Como-Seregno         | 1-0           | 24 mar.       |
| 23 dic.      | 0-2          | Fanfulla-Cremonese   | 1-1           | 24 mar.       |
| 23 dic.      | 3-0          | Legnano-Gallaratese  | 0-1           | 24 mar.       |
| 23 dic.      | 1-0          | Mantova-Crema        | 1-4           | 24 mar.       |
| 23 dic.      | 0-0          | Pro Sesto-Pro Patria | 0-2           | 24 mar.       |
| 23 dic.      | 1-3          | Trento-Lecco         | 0-0           | 24 mar.       |

| \| andata (11ª) \| andata (11ª) \| Undicesima giornata \| ritorno (22ª) \| ritorno (22ª) \| \| \| \| \| \| \| \| 30 dic. \| 1-0 \| Crema-Pro Sesto \| 2-1 \| 31 mar. \| \| 30 dic. \| 3-2 \| Fanfulla-Legnano \| 1-5 \| 31 mar. \| \| 30 dic. \| 1-1 \| Gallaratese-Como \| 0-2 \| 31 mar. \| \| 30 dic. \| 3-1 \| Lecco-Mantova \| 2-0 \| 31 mar. \| \| 30 dic. \| 3-0 \| Pro Patria-Trento \| 4-2 \| 31 mar. \| \| 30 dic. \| 0-1 \| Seregno-Cremonese \| 1-2 \| 31 mar. \| |              |                     |               |               |
| andata (11ª) | andata (11ª) | Undicesima giornata | ritorno (22ª) | ritorno (22ª) |
| |              |                     |               |               |
| 30 dic. | 1-0          | Crema-Pro Sesto     | 2-1           | 31 mar.       |
| 30 dic. | 3-2          | Fanfulla-Legnano    | 1-5           | 31 mar.       |
| 30 dic. | 1-1          | Gallaratese-Como    | 0-2           | 31 mar.       |
| 30 dic. | 3-1          | Lecco-Mantova       | 2-0           | 31 mar.       |
| 30 dic. | 3-0          | Pro Patria-Trento   | 4-2           | 31 mar.       |
| 30 dic. | 0-1          | Seregno-Cremonese   | 1-2           | 31 mar.       |

| andata (11ª) | andata (11ª) | Undicesima giornata | ritorno (22ª) | ritorno (22ª) |
|              |              |                     |               |               |
| 30 dic.      | 1-0          | Crema-Pro Sesto     | 2-1           | 31 mar.       |
| 30 dic.      | 3-2          | Fanfulla-Legnano    | 1-5           | 31 mar.       |
| 30 dic.      | 1-1          | Gallaratese-Como    | 0-2           | 31 mar.       |
| 30 dic.      | 3-1          | Lecco-Mantova       | 2-0           | 31 mar.       |
| 30 dic.      | 3-0          | Pro Patria-Trento   | 4-2           | 31 mar.       |
| 30 dic.      | 0-1          | Seregno-Cremonese   | 1-2           | 31 mar.       |

## Girone C

### Squadre partecipanti
| Club           | Stag.    | Città               | Stadio                       | Stagione precedente                          |
| -------------- | -------- | ------------------- | ---------------------------- | -------------------------------------------- |
| Cesena         | dettagli | Cesena              | Ippodromo del Savio          | 5º nel girone H di Serie C                   |
| Forti e Liberi | dettagli | Forlì (FO)          | Stadio Tullo Morgagni        | 5º nel girone finale A di Serie C            |
| Padova         | dettagli | Padova              | Stadio Silvio Appiani        | 10º in Serie B                               |
| Panigale       | dettagli | Borgo Panigale (BO) | Stadio Sterlino              | 2º nel girone G di Serie C                   |
| Parma          | dettagli | Parma               | Stadio Ennio Tardini         | 6º nel girone finale B di Serie C            |
| Pro Gorizia    | dettagli | Gorizia             | Stadio Baiamonti             | 1ª nel girone finale B di Serie C, promossa  |
| Reggiana       | dettagli | Reggio Emilia       | Stadio Mirabello             | 3ª nel girone G di Serie C                   |
| SPAL           | dettagli | Ferrara             | Stadio Comunale              | 2ª nel girone B di Serie C                   |
| Suzzara        | dettagli | Suzzara (MN)        | C.S. Comunale                | 4º nel girone B di Serie C                   |
| Treviso        | dettagli | Treviso             | Stadio Omobono Tenni         | 2º nel girone A di Serie C                   |
| Udinese        | dettagli | Udine               | Campo Sportivo Moretti       | 15ª in Serie B, riammessa per cause belliche |
| Verona         | dettagli | Verona              | Stadio Marcantonio Bentegodi | 2º nel girone finale B di Serie C, promosso  |

### Allenatori
| Club           | Allenatore |
| -------------- | --- |
| Cesena         | Mario Gianni (1ª-?ª) Marcello Pellarin (?ª-22ª)                                                                    |
| Forti e Liberi | Aldo Neri (1ª-?ª) Garavelli (?ª-22ª)                                                                               |
| Padova         | Mariano Tansini (1ª-15ª) Bruno Dentelli (16ª-4º girone finale) Mario Varglien (5º girone finale-10º girone finale) |
| Panigale       | ? |
| Parma          | Giuseppe Carlo Ferrari                                                                                             |
| Pro Gorizia    | ? |

| Club     | Allenatore       |
| -------- | ---------------- |
| Reggiana | Felice Romano    |
| SPAL     | József Violak    |
| Suzzara  | ?                |
| Treviso  | Antonio Bisigato |
| Udinese  | ?                |
| Verona   | Guido Bosio      |

### Classifica finale
|  | Pos. | Squadra        | Pt | G  | V  | N  | P  | GF | GS |
|  | ---- | -------------- | -- | -- | -- | -- | -- | -- | -- |
|  | 1.   | Padova (B)     | 29 | 22 | 11 | 7  | 4  | 35 | 18 |
|  | 2.   | Reggiana (C)   | 29 | 22 | 11 | 7  | 4  | 32 | 19 |
|  | 3.   | Parma          | 28 | 22 | 12 | 4  | 6  | 36 | 20 |
|  | 3.   | Verona         | 28 | 22 | 11 | 6  | 5  | 34 | 22 |
|  | 5.   | Suzzara        | 26 | 22 | 11 | 4  | 7  | 25 | 18 |
|  | 6.   | Treviso        | 23 | 22 | 9  | 5  | 8  | 30 | 28 |
|  | 7.   | Pro Gorizia    | 22 | 22 | 7  | 8  | 7  | 26 | 24 |
|  | 8.   | Cesena         | 20 | 22 | 5  | 10 | 7  | 29 | 24 |
|  | 8.   | SPAL           | 20 | 22 | 6  | 8  | 8  | 29 | 28 |
|  | 10.  | Udinese        | 18 | 22 | 6  | 6  | 10 | 21 | 32 |
|  | 10.  | Forti e Liberi | 13 | 22 | 4  | 5  | 13 | 21 | 48 |
|  | 12.  | Panigale       | 8  | 22 | 2  | 4  | 16 | 19 | 56 |

Legenda:
      Qualificato al girone finale per la promozione in Serie A 1946-1947.
Reggiana promossa di diritto in Serie B 1946-1947 in quanto squadra di C finalista.
      Affiliato a fine stagione alla nascente Lega Interregionale Centro.
 Iscritto alla Serie C 1946-1947.
Regolamento:
Due punti a vittoria, uno a pareggio, zero a sconfitta.
Era in vigore il pari merito

### Calendario
| andata (1ª) | andata (1ª) | Prima giornata         | ritorno (12ª) | ritorno (12ª) |
|             |             |                        |               |               |
| 14 ott.     | 2-1         | Forti e Liberi-Treviso | 0-2           | 20 gen.       |
| 14 ott.     | 0-0         | Padova-Reggiana        | 0-0           | 20 gen.       |
| 14 ott.     | 3-0         | Pro Gorizia-Panigale   | 2-0           | 20 gen.       |
| 14 ott.     | 0-0         | SPAL-Cesena            | 1-3           | 20 gen.       |
| 14 ott.     | 1-0         | Suzzara-Verona         | 2-1           | 20 gen.       |
| 14 ott.     | 0-1         | Udinese-Parma          | 1-3           | 20 gen.       |

| andata (2ª) | andata (2ª) | Seconda giornata        | ritorno (13ª) | ritorno (13ª) |
|             |             |                         |               |               |
| 21 ott.     | 0-0         | Cesena-Pro Gorizia      | 1-3           | 27 gen.       |
| 21 ott.     | 1-2         | Panigale-Suzzara        | 0-3           | 27 gen.       |
| 21 ott.     | 0-3         | Parma-Padova            | 2-2           | 27 gen.       |
| 21 ott.     | 1-0         | Reggiana-Forti e Liberi | 1-1           | 27 gen.       |
| 21 ott.     | 2-0         | Treviso-SPAL            | 1-1           | 27 gen.       |
| 21 ott.     | 3-0         | Verona-Udinese          | 0-0           | 27 gen.       |

| andata (1ª) | andata (1ª) | Prima giornata         | ritorno (12ª) | ritorno (12ª) |
|             |             |                        |               |               |
| 14 ott.     | 2-1         | Forti e Liberi-Treviso | 0-2           | 20 gen.       |
| 14 ott.     | 0-0         | Padova-Reggiana        | 0-0           | 20 gen.       |
| 14 ott.     | 3-0         | Pro Gorizia-Panigale   | 2-0           | 20 gen.       |
| 14 ott.     | 0-0         | SPAL-Cesena            | 1-3           | 20 gen.       |
| 14 ott.     | 1-0         | Suzzara-Verona         | 2-1           | 20 gen.       |
| 14 ott.     | 0-1         | Udinese-Parma          | 1-3           | 20 gen.       |

| andata (2ª) | andata (2ª) | Seconda giornata        | ritorno (13ª) | ritorno (13ª) |
|             |             |                         |               |               |
| 21 ott.     | 0-0         | Cesena-Pro Gorizia      | 1-3           | 27 gen.       |
| 21 ott.     | 1-2         | Panigale-Suzzara        | 0-3           | 27 gen.       |
| 21 ott.     | 0-3         | Parma-Padova            | 2-2           | 27 gen.       |
| 21 ott.     | 1-0         | Reggiana-Forti e Liberi | 1-1           | 27 gen.       |
| 21 ott.     | 2-0         | Treviso-SPAL            | 1-1           | 27 gen.       |
| 21 ott.     | 3-0         | Verona-Udinese          | 0-0           | 27 gen.       |

| andata (3ª) | andata (3ª) | Terza giornata          | ritorno (14ª) | ritorno (14ª) |
|             |             |                         |               |               |
| 28 ott.     | 0-0         | Cesena-Parma            | 0-1           | 3 feb.        |
| 28 ott.     | 2-2         | Forti e Liberi-Panigale | 2-4           | 3 feb.        |
| 28 ott.     | 4-0         | Padova-Treviso          | 0-1           | 3 feb.        |
| 28 ott.     | 2-4         | Pro Gorizia-Reggiana    | 1-1           | 3 feb.        |
| 28 ott.     | 1-2         | Suzzara-Udinese         | 1-0           | 3 feb.        |
| 28 ott.     | 0-0         | SPAL-Verona             | 1-3           | 3 feb.        |

| andata (4ª) | andata (4ª) | Quarta giornata       | ritorno (15ª) | ritorno (15ª) |
|             |             |                       |               |               |
| 4 nov.      | 2-2         | Panigale-Cesena       | 1-3           | 10 feb.       |
| 4 nov.      | 1-0         | Parma-Pro Gorizia     | 0-1           | 10 feb.       |
| 4 nov.      | 2-1         | Reggiana-SPAL         | 0-0           | 10 feb.       |
| 4 nov.      | 0-0         | Treviso-Suzzara       | 1-3           | 10 feb.       |
| 4 nov.      | 0-1         | Udinese-Padova        | 3-3           | 10 feb.       |
| 4 nov.      | 4-2         | Verona-Forti e Liberi | 1-0           | 10 feb.       |

| andata (3ª) | andata (3ª) | Terza giornata          | ritorno (14ª) | ritorno (14ª) |
|             |             |                         |               |               |
| 28 ott.     | 0-0         | Cesena-Parma            | 0-1           | 3 feb.        |
| 28 ott.     | 2-2         | Forti e Liberi-Panigale | 2-4           | 3 feb.        |
| 28 ott.     | 4-0         | Padova-Treviso          | 0-1           | 3 feb.        |
| 28 ott.     | 2-4         | Pro Gorizia-Reggiana    | 1-1           | 3 feb.        |
| 28 ott.     | 1-2         | Suzzara-Udinese         | 1-0           | 3 feb.        |
| 28 ott.     | 0-0         | SPAL-Verona             | 1-3           | 3 feb.        |

| andata (4ª) | andata (4ª) | Quarta giornata       | ritorno (15ª) | ritorno (15ª) |
|             |             |                       |               |               |
| 4 nov.      | 2-2         | Panigale-Cesena       | 1-3           | 10 feb.       |
| 4 nov.      | 1-0         | Parma-Pro Gorizia     | 0-1           | 10 feb.       |
| 4 nov.      | 2-1         | Reggiana-SPAL         | 0-0           | 10 feb.       |
| 4 nov.      | 0-0         | Treviso-Suzzara       | 1-3           | 10 feb.       |
| 4 nov.      | 0-1         | Udinese-Padova        | 3-3           | 10 feb.       |
| 4 nov.      | 4-2         | Verona-Forti e Liberi | 1-0           | 10 feb.       |

| andata (5ª) | andata (5ª) | Quinta giornata      | ritorno (16ª) | ritorno (16ª) |
|             |             |                      |               |               |
| 18 nov.     | 3-3         | Cesena-Treviso       | 1-2           | 17 feb.       |
| 18 nov.     | 2-1         | Forti e Liberi-Parma | 0-4           | 17 feb.       |
| 18 nov.     | 2-0         | Padova-Panigale      | 1-1           | 17 feb.       |
| 18 nov.     | 1-1         | Pro Gorizia-Verona   | 0-2           | 17 feb.       |
| 18 nov.     | 2-0         | SPAL-Udinese         | 3-0           | 17 feb.       |
| 18 nov.     | 0-0         | Suzzara-Reggiana     | 1-2           | 17 feb.       |

| andata (6ª) | andata (6ª) | Sesta giornata         | ritorno (17ª) | ritorno (17ª) |
|             |             |                        |               |               |
| 25 nov.     | 0-3         | Panigale-SPAL          | 0-0           | 24 feb.       |
| 25 nov.     | 1-0         | Parma-Suzzara          | 0-0           | 24 feb.       |
| 25 nov.     | 2-0         | Reggiana-Cesena        | 0-5           | 24 feb.       |
| 25 nov.     | 1-1         | Treviso-Pro Gorizia    | 1-2           | 24 feb.       |
| 25 nov.     | 0-0         | Udinese-Forti e Liberi | 2-0           | 24 feb.       |
| 25 nov.     | 1-0         | Verona-Padova          | 1-2           | 24 feb.       |

| andata (5ª) | andata (5ª) | Quinta giornata      | ritorno (16ª) | ritorno (16ª) |
|             |             |                      |               |               |
| 18 nov.     | 3-3         | Cesena-Treviso       | 1-2           | 17 feb.       |
| 18 nov.     | 2-1         | Forti e Liberi-Parma | 0-4           | 17 feb.       |
| 18 nov.     | 2-0         | Padova-Panigale      | 1-1           | 17 feb.       |
| 18 nov.     | 1-1         | Pro Gorizia-Verona   | 0-2           | 17 feb.       |
| 18 nov.     | 2-0         | SPAL-Udinese         | 3-0           | 17 feb.       |
| 18 nov.     | 0-0         | Suzzara-Reggiana     | 1-2           | 17 feb.       |

| andata (6ª) | andata (6ª) | Sesta giornata         | ritorno (17ª) | ritorno (17ª) |
|             |             |                        |               |               |
| 25 nov.     | 0-3         | Panigale-SPAL          | 0-0           | 24 feb.       |
| 25 nov.     | 1-0         | Parma-Suzzara          | 0-0           | 24 feb.       |
| 25 nov.     | 2-0         | Reggiana-Cesena        | 0-5           | 24 feb.       |
| 25 nov.     | 1-1         | Treviso-Pro Gorizia    | 1-2           | 24 feb.       |
| 25 nov.     | 0-0         | Udinese-Forti e Liberi | 2-0           | 24 feb.       |
| 25 nov.     | 1-0         | Verona-Padova          | 1-2           | 24 feb.       |

| andata (7ª) | andata (7ª) | Settima giornata       | ritorno (18ª) | ritorno (18ª) |
|             |             |                        |               |               |
| 2 dic.      | 1-1         | Cesena-Udinese         | 0-2           | 3 mar.        |
| 2 dic.      | 2-1         | Forti e Liberi-Suzzara | 1-3           | 3 mar.        |
| 2 dic.      | 5-2         | Padova-Pro Gorizia     | 0-0           | 3 mar.        |
| 2 dic.      | 1-2         | Panigale-Treviso       | 0-2           | 3 mar.        |
| 2 dic.      | 1-1         | SPAL-Parma             | 1-4           | 3 mar.        |
| 2 dic.      | 2-1         | Verona-Reggiana        | 1-1           | 3 mar.        |

| andata (8ª) | andata (8ª) | Ottava giornata       | ritorno (19ª) | ritorno (19ª) |
|             |             |                       |               |               |
| 9 dic.      | 2-1         | Forti e Liberi-Cesena | 0-4           | 10 mar.       |
| 9 dic.      | 4-1         | Parma-Verona          | 0-2           | 10 mar.       |
| 9 dic.      | 2-0         | Pro Gorizia-SPAL      | 2-2           | 10 mar.       |
| 9 dic.      | 2-0         | Reggiana-Panigale     | 5-0           | 10 mar.       |
| 9 dic.      | 1-0         | Suzzara-Padova        | 1-2           | 10 mar.       |
| 9 dic.      | 0-0         | Treviso-Udinese       | 1-2           | 10 mar.       |

| andata (7ª) | andata (7ª) | Settima giornata       | ritorno (18ª) | ritorno (18ª) |
|             |             |                        |               |               |
| 2 dic.      | 1-1         | Cesena-Udinese         | 0-2           | 3 mar.        |
| 2 dic.      | 2-1         | Forti e Liberi-Suzzara | 1-3           | 3 mar.        |
| 2 dic.      | 5-2         | Padova-Pro Gorizia     | 0-0           | 3 mar.        |
| 2 dic.      | 1-2         | Panigale-Treviso       | 0-2           | 3 mar.        |
| 2 dic.      | 1-1         | SPAL-Parma             | 1-4           | 3 mar.        |
| 2 dic.      | 2-1         | Verona-Reggiana        | 1-1           | 3 mar.        |

| andata (8ª) | andata (8ª) | Ottava giornata       | ritorno (19ª) | ritorno (19ª) |
|             |             |                       |               |               |
| 9 dic.      | 2-1         | Forti e Liberi-Cesena | 0-4           | 10 mar.       |
| 9 dic.      | 4-1         | Parma-Verona          | 0-2           | 10 mar.       |
| 9 dic.      | 2-0         | Pro Gorizia-SPAL      | 2-2           | 10 mar.       |
| 9 dic.      | 2-0         | Reggiana-Panigale     | 5-0           | 10 mar.       |
| 9 dic.      | 1-0         | Suzzara-Padova        | 1-2           | 10 mar.       |
| 9 dic.      | 0-0         | Treviso-Udinese       | 1-2           | 10 mar.       |

| andata (9ª) | andata (9ª) | Nona giornata         | ritorno (20ª) | ritorno (20ª) |
|             |             |                       |               |               |
| 16 dic.     | 4-1         | Padova-Forti e Liberi | 2-0           | 17 mar.       |
| 16 dic.     | 1-7         | Panigale-Parma        | 0-1           | 17 mar.       |
| 16 dic.     | 1-0         | SPAL-Suzzara          | 1-2           | 17 mar.       |
| 16 dic.     | 2-0         | Treviso-Reggiana      | 1-2           | 17 mar.       |
| 16 dic.     | 1-0         | Udinese-Pro Gorizia   | 1-1           | 17 mar.       |
| 16 dic.     | 1-1         | Verona-Cesena         | 1-1           | 17 mar.       |

| andata (10ª) | andata (10ª) | Decima giornata     | ritorno (21ª) | ritorno (21ª) |
|              |              |                     |               |               |
| 23 dic.      | 0-1          | Cesena-Padova       | 0-0           | 24 mar.       |
| 23 dic.      | 2-2          | Forti e Liberi-SPAL | 1-5           | 24 mar.       |
| 23 dic.      | 4-0          | Parma-Treviso       | 0-3           | 24 mar.       |
| 23 dic.      | 1-0          | Suzzara-Pro Gorizia | 1-0           | 24 mar.       |
| 23 dic.      | 1-3          | Udinese-Reggiana    | 0-3           | 24 mar.       |
| 23 dic.      | 3-1          | Verona-Panigale     | 4-0           | 24 mar.       |

| andata (9ª) | andata (9ª) | Nona giornata         | ritorno (20ª) | ritorno (20ª) |
|             |             |                       |               |               |
| 16 dic.     | 4-1         | Padova-Forti e Liberi | 2-0           | 17 mar.       |
| 16 dic.     | 1-7         | Panigale-Parma        | 0-1           | 17 mar.       |
| 16 dic.     | 1-0         | SPAL-Suzzara          | 1-2           | 17 mar.       |
| 16 dic.     | 2-0         | Treviso-Reggiana      | 1-2           | 17 mar.       |
| 16 dic.     | 1-0         | Udinese-Pro Gorizia   | 1-1           | 17 mar.       |
| 16 dic.     | 1-1         | Verona-Cesena         | 1-1           | 17 mar.       |

| andata (10ª) | andata (10ª) | Decima giornata     | ritorno (21ª) | ritorno (21ª) |
|              |              |                     |               |               |
| 23 dic.      | 0-1          | Cesena-Padova       | 0-0           | 24 mar.       |
| 23 dic.      | 2-2          | Forti e Liberi-SPAL | 1-5           | 24 mar.       |
| 23 dic.      | 4-0          | Parma-Treviso       | 0-3           | 24 mar.       |
| 23 dic.      | 1-0          | Suzzara-Pro Gorizia | 1-0           | 24 mar.       |
| 23 dic.      | 1-3          | Udinese-Reggiana    | 0-3           | 24 mar.       |
| 23 dic.      | 3-1          | Verona-Panigale     | 4-0           | 24 mar.       |

| \| andata (11ª) \| andata (11ª) \| Undicesima giornata \| ritorno (22ª) \| ritorno (22ª) \| \| \| \| \| \| \| \| 30 dic. \| 2-0 \| Cesena-Suzzara \| 1-1 \| 31 mar. \| \| 30 dic. \| 3-1 \| Panigale-Udinese \| 2-4 \| 31 mar. \| \| 30 dic. \| 2-0 \| Pro Gorizia-Forti e Liberi \| 1-1 \| 31 mar. \| \| 30 dic. \| 0-1 \| Reggiana-Parma \| 2-0 \| 31 mar. \| \| 30 dic. \| 3-1 \| SPAL-Padova \| 1-2 \| 31 mar. \| \| 30 dic. \| 3-0 \| Treviso-Verona \| 1-2 \| 31 mar. \| |              |                            |               |               |
| andata (11ª) | andata (11ª) | Undicesima giornata        | ritorno (22ª) | ritorno (22ª) |
| |              |                            |               |               |
| 30 dic. | 2-0          | Cesena-Suzzara             | 1-1           | 31 mar.       |
| 30 dic. | 3-1          | Panigale-Udinese           | 2-4           | 31 mar.       |
| 30 dic. | 2-0          | Pro Gorizia-Forti e Liberi | 1-1           | 31 mar.       |
| 30 dic. | 0-1          | Reggiana-Parma             | 2-0           | 31 mar.       |
| 30 dic. | 3-1          | SPAL-Padova                | 1-2           | 31 mar.       |
| 30 dic. | 3-0          | Treviso-Verona             | 1-2           | 31 mar.       |

| andata (11ª) | andata (11ª) | Undicesima giornata        | ritorno (22ª) | ritorno (22ª) |
|              |              |                            |               |               |
| 30 dic.      | 2-0          | Cesena-Suzzara             | 1-1           | 31 mar.       |
| 30 dic.      | 3-1          | Panigale-Udinese           | 2-4           | 31 mar.       |
| 30 dic.      | 2-0          | Pro Gorizia-Forti e Liberi | 1-1           | 31 mar.       |
| 30 dic.      | 0-1          | Reggiana-Parma             | 2-0           | 31 mar.       |
| 30 dic.      | 3-1          | SPAL-Padova                | 1-2           | 31 mar.       |
| 30 dic.      | 3-0          | Treviso-Verona             | 1-2           | 31 mar.       |

## Girone finale

### Classifica finale
|  | Pos. | Squadra     | Pt | G  | V | N | P | GF | GS |
|  | ---- | ----------- | -- | -- | - | - | - | -- | -- |
|  | 1.   | Alessandria | 15 | 10 | 7 | 1 | 2 | 21 | 6  |
|  | 2.   | Pro Patria  | 11 | 10 | 4 | 3 | 3 | 10 | 6  |
|  | 3.   | Vigevano    | 10 | 10 | 4 | 2 | 4 | 11 | 11 |
|  | 4.   | Reggiana    | 9  | 10 | 4 | 1 | 5 | 8  | 13 |
|  | 5.   | Cremonese   | 8  | 10 | 3 | 2 | 5 | 7  | 12 |
|  | 6.   | Padova      | 7  | 10 | 3 | 1 | 6 | 10 | 19 |

Legenda:
      Promosso in Serie A 1946-1947.
Regolamento:
Due punti a vittoria, uno a pareggio, zero a sconfitta.
Era in vigore il pari merito

### Calendario
| andata (1ª) | andata (1ª) | Prima giornata       | ritorno (6ª) | ritorno (6ª) |
|             |             |                      |              |              |
| 7 apr.      | 6-2         | Alessandria-Padova   | 2-0          | 12 mag.      |
| 7 apr.      | 0-0         | Pro Patria-Cremonese | 0-1          | 12 mag.      |
| 7 apr.      | 2-0         | Vigevano-Reggiana    | 1-2          | 12 mag.      |

| andata (2ª) | andata (2ª) | Seconda giornata      | ritorno (7ª) | ritorno (7ª) |
|             |             |                       |              |              |
| 14 apr.     | 0-0         | Cremonese-Alessandria | 0-1          | 19 mag.      |
| 14 apr.     | 1-1         | Padova-Vigevano       | 1-0          | 19 mag.      |
| 14 apr.     | 0-0         | Reggiana-Pro Patria   | 0-1          | 19 mag.      |

| andata (1ª) | andata (1ª) | Prima giornata       | ritorno (6ª) | ritorno (6ª) |
|             |             |                      |              |              |
| 7 apr.      | 6-2         | Alessandria-Padova   | 2-0          | 12 mag.      |
| 7 apr.      | 0-0         | Pro Patria-Cremonese | 0-1          | 12 mag.      |
| 7 apr.      | 2-0         | Vigevano-Reggiana    | 1-2          | 12 mag.      |

| andata (2ª) | andata (2ª) | Seconda giornata      | ritorno (7ª) | ritorno (7ª) |
|             |             |                       |              |              |
| 14 apr.     | 0-0         | Cremonese-Alessandria | 0-1          | 19 mag.      |
| 14 apr.     | 1-1         | Padova-Vigevano       | 1-0          | 19 mag.      |
| 14 apr.     | 0-0         | Reggiana-Pro Patria   | 0-1          | 19 mag.      |

| andata (3ª) | andata (3ª) | Terza giornata       | ritorno (8ª) | ritorno (8ª) |
|             |             |                      |              |              |
| 21 apr.     | 2-1         | Cremonese-Reggiana   | 0-3          | 26 mag.      |
| 21 apr.     | 3-1         | Pro Patria-Padova    | 4-1          | 26 mag.      |
| 21 apr.     | 1-3         | Vigevano-Alessandria | 0-2          | 26 mag.      |

| andata (4ª) | andata (4ª) | Quarta giornata        | ritorno (9ª) | ritorno (9ª) |
|             |             |                        |              |              |
| 28 apr.     | 1-0         | Alessandria-Pro Patria | 1-2          | 2 giu.       |
| 28 apr.     | 2-0         | Padova-Reggiana        | 0-1          | 2 giu.       |
| 28 apr.     | 2-0         | Vigevano-Cremonese     | 3-2          | 2 giu.       |

| andata (3ª) | andata (3ª) | Terza giornata       | ritorno (8ª) | ritorno (8ª) |
|             |             |                      |              |              |
| 21 apr.     | 2-1         | Cremonese-Reggiana   | 0-3          | 26 mag.      |
| 21 apr.     | 3-1         | Pro Patria-Padova    | 4-1          | 26 mag.      |
| 21 apr.     | 1-3         | Vigevano-Alessandria | 0-2          | 26 mag.      |

| andata (4ª) | andata (4ª) | Quarta giornata        | ritorno (9ª) | ritorno (9ª) |
|             |             |                        |              |              |
| 28 apr.     | 1-0         | Alessandria-Pro Patria | 1-2          | 2 giu.       |
| 28 apr.     | 2-0         | Padova-Reggiana        | 0-1          | 2 giu.       |
| 28 apr.     | 2-0         | Vigevano-Cremonese     | 3-2          | 2 giu.       |

| \| andata (5ª) \| andata (5ª) \| Quinta giornata \| ritorno (10ª) \| ritorno (10ª) \| \| \| \| \| \| \| \| 5 mag. \| 2-1 \| Cremonese-Padova \| 0-1 \| 9 giu. \| \| 5 mag. \| 0-0 \| Pro Patria-Vigevano \| 0-1 \| 9 giu. \| \| 5 mag. \| 1-0 \| Reggiana-Alessandria \| 0-5 \| 9 giu. \| |             |                      |               |               |
| andata (5ª) | andata (5ª) | Quinta giornata      | ritorno (10ª) | ritorno (10ª) |
| |             |                      |               |               |
| 5 mag. | 2-1         | Cremonese-Padova     | 0-1           | 9 giu.        |
| 5 mag. | 0-0         | Pro Patria-Vigevano  | 0-1           | 9 giu.        |
| 5 mag. | 1-0         | Reggiana-Alessandria | 0-5           | 9 giu.        |

| andata (5ª) | andata (5ª) | Quinta giornata      | ritorno (10ª) | ritorno (10ª) |
|             |             |                      |               |               |
| 5 mag.      | 2-1         | Cremonese-Padova     | 0-1           | 9 giu.        |
| 5 mag.      | 0-0         | Pro Patria-Vigevano  | 0-1           | 9 giu.        |
| 5 mag.      | 1-0         | Reggiana-Alessandria | 0-5           | 9 giu.        |

## Verdetti finali
- L'Assemblea federale di Firenze del 16 maggio 1946 sancì la nascita della Lega Calcio, cui vennero affiliate come società cadette del Nord non solo le 14 aventi diritto, ma anche tutti gli altri 20 sodalizi non ultimi classificati di questo torneo, ammettendoli in una Serie B spacchettata in tre gironi a causa delle difficoltà di comunicazione post-belliche.[8]